# Daphnopsis morii
Daphnopsis morii är en tibastväxtart som beskrevs av K. Barringer och L.I. Nevling. Daphnopsis morii ingår i släktet Daphnopsis och familjen tibastväxter. Inga underarter finns listade i Catalogue of Life.